# Hàn Tử Cao
Hàn Tử Cao (chữ Hán: 韩子高, 538 - 567), nguyên tên là Man Tử (蛮子), người Sơn Âm, Hội Kê, là sủng thần, mỹ nam tử nổi tiếng nhà Trần đời Nam Bắc Triều.

## Đời nhà Lương
Hàn Man Tử xuất thân hèn kém. Trong loạn Hầu Cảnh, ông sống ở kinh thành. Sau loạn, Trần Thiến ra giữ Ngô Hưng, khi ấy Tử Cao được 16 tuổi, tết tóc trái đào, dung mạo mỹ lệ như ngọc, đang ở bến sông Hoài đi nhờ thuyền quân về quê, Trần Thiến trông thấy thì hỏi: "Muốn làm việc cho ta không?" ông nhận lời. Nhân đó Trần Thiến đổi tên cho Man Tử là Tử Cao. Ông tính cung kính cẩn thận, siêng năng hầu hạ, luôn giữ đao Bị Thân làm Truyền Tửu Chích . Trần Thiến tính nóng nảy, nhưng Tử Cao luôn nắm bắt được ý chủ. Khi trưởng thành, bắt đầu tập luyện cưỡi ngựa bắn cung, rất có can đảm, tỏ ý muốn làm tướng soái, Khi dẹp Đỗ Kham, Tử Cao được cấp cho binh sĩ. Trần Thiến rất sủng ái ông, luôn giữ ở bên cạnh. Trần Thiến thường mơ thấy mình cưỡi ngựa lên ngựa, gặp chỗ cao trên đường chỉ chực ngã nhào, được Tử Cao đẩy trở lại lưng ngựa.  
Khi Trần Thiến cùng Chu Văn Dục đánh Trương Bưu, trong đêm giao chiến, quân đội của Trần Thiến tan rã, chỉ có Tử Cao ở bên cạnh. Trần Thiến sai Tử Cao đi tìm Chu Văn Dục, gặp được, quay về hồi đáp. Sau đó, ông trong đêm tối kêu gọi tướng sĩ, tập hợp bọn họ, rồi dẫn đường đưa mọi người và Trần Thiến đến doanh trại của Chu Văn Dục. Hôm sau, bộ tướng của Trương Bưu đầu hàng, Bưu chạy đi Tùng Sơn, quân nhà Lương bình định xong Chiết Đông. Trần Thiến bèn cấp thêm binh sĩ cho Tử Cao, ông tỏ ra khinh tài ái sĩ, nên rất nhiều người theo về.  

## Đời nhà Trần

### Thời Văn đế
Trần Thiến lên ngôi, là Trần Văn đế, cho Tử Cao làm Hữu quân tướng quân. Năm Thiên Gia đầu tiên (560), được phong Văn Chiêu huyện tử, thực ấp 300 hộ. Khi Vương Lâm dấy binh, ông nắm túc vệ trong hoàng thành. Sau khi Vương Lâm bị dẹp, binh quyền của Tử Cao trở nên rất lớn, những tướng sĩ đến nương nhờ, được ông hết sức tiến cử, mà Văn đế đều nhiệm dụng bọn họ.  
Năm thứ 2 (561), được thăng Viên ngoại tán kỵ thường thị, Tráng vũ tướng quân, Thành Châu thứ sử. Khi dẹp Lưu Dị, ông theo Hầu An Đô đuổi đánh Dị ở dưới Đào Chi Lĩnh. Khi ấy Tử Cao nắm riêng một cánh quân tinh nhuệ, chiến đấu hăng hái, bị thương ở gáy bên trái, mất đi một nửa búi tóc. Dẹp xong Dị, được nhận chức Giả tiết, Trinh nghị tướng quân, Đông Dương thái thú.  
Năm thứ 5 (564), tướng Trần là bọn Chương Chiêu Đạt từ Lâm Xuyên đi đánh Tấn An của Trần Bảo Ứng, Tử Cao từ An Tuyền Lĩnh đến hội quân ở Kiến An. Hạ được Tấn An, nhờ công được thăng Thông trực tán kỵ thường thị, tiến tước làm bá, tăng ấp lên 400 hộ.  
Năm thứ 6 (565), được triệu về làm Hữu vệ tướng quân, đến kinh thành, nắm giữ phủ Lĩnh quân . Văn đế có bệnh, Tử Cao chăm lo việc thuốc men.  

### Thời Phế đế
Phế đế lên ngôi, được thăng Tán kỵ thường thị, Hữu vệ như cũ, dời nhiệm sở đi Tân An Tự.  
Trần Húc nắm quyền chính, khiến cho Tử Cao bất an, ban đầu ông thường dò xét việc triều đình, sau đó lại xin ra ngoài trấn giữ các châu Hành, Quảng. Tháng 8 năm Quang Đại đầu tiên (567) Thượng Ngu huyền lệnh Lục Phưởng và bộ hạ của Tử Cao tố cáo ông mưu phản. Trần Húc triệu tập quan tướng bàn luận về việc lập Thái tử, Tử Cao cũng tham dự. Ông vào triều từ sớm, bị bắt, giải đến Đình úy, rồi bị ban chết trong cùng đêm với một sủng thần khác của Văn đế là Đáo Trọng Cử. Cha và con em của Tử Cao đều không bị liên lụy.  

## Dị sự
Một số vở kịch như Lý Dực (đời Đường) – Trần Tử Cao truyện và Vương Ký Đức (đời Minh) – Nam hoàng hậu (tạp kịch), Phùng Mộng Long (đời Minh) – Tình sử mô tả mối quan hệ đồng tính giữa Hàn Tử Cao và Trần Văn đế. Lý Dực thậm chí còn kể rằng Trần Văn đế muốn lập Tử Cao làm hoàng hậu. Đây chỉ là tình tiết hư cấu, không hề có trong các tài liệu lịch sử.